# Johan II van Nassau-Beilstein
Johan II van Nassau-Beilstein († 18 augustus 1513) was graaf van Nassau-Beilstein, een deel van het graafschap Nassau. Hij stamt uit de Ottoonse Linie van het Huis Nassau.

## Biografie
Johan was de oudste zoon van graaf Hendrik IV van Nassau-Beilstein en Eva van Sayn, dochter van graaf Gerhard II van Sayn en Elisabeth van Sirk.
Door zijn huwelijk met Maria van Solms-Braunfels in 1492 verkreeg Johan het dorp Niedershausen.
Zijn vader benoemde hem in 1498 tot stadhouder van de omvangrijke Keur-Keulse pandschappen, die in het bijzonder uit de ambten Altenwied, Linz, Lahr en Waldenburg bestonden. Het jaar daarop, na het overlijden van zijn vader, erfde Johan het overige bezit. De verdelingsovereenkomst die hij met zijn broers sloot is niet overgeleverd.
Wegens financiële problemen moest Johan al in 1504 delen van het pandbezit doorverkopen. In de strijd om de heerlijkheid Gemen en het vest Recklinghausen kon hij zich niet handhaven tegen de graven van Holstein-Schauenburg. Johan ontving in 1505 een schadeloosstelling van slechts 4000 goudgulden.
Wegens zijn nauwe verbindingen met Keur-Keulen en zijn talrijke pandschappen verbleef Johan regelmatig aan het hof van de Keulse aartsbisschop. Zo nam hij in 1505 deel aan de Rijksdag van Keulen en trad hij in 1508 toe tot het Keulse erfverdrag van 1463.
Na zijn vroege dood in augustus 1513 kwam het tot strijd tussen Johans zoons en broers om de erfenis. Johans broer Bernhard verkreeg uit de Keulse pandschappen de heerlijkheid Lahr en de ambten Altenwied en Linz, terwijl Johans zoon Johan III het stamland rond de burcht Beilstein in het Westerwald behield.

## Huwelijken en kinderen

### Eerste huwelijk
Johan huwde in 1492 met Maria van Solms-Braunfels (2 november 1471 - 27 september 1505), dochter van graaf Otto II van Solms-Braunfels en Anna van Nassau-Wiesbaden-Idstein (een dochter van Johan van Nassau-Wiesbaden-Idstein). Maria werd begraven te Mengerskirchen.

Uit dit huwelijk werden geboren:
1. Johan (17 november 1495 - 11 december 1561), volgde zijn vader op.
2. Hendrik (gesneuveld bij Pavia, 24 februari 1525), was Ridder van de Johannieter Orde.
3. Hermanna († Klooster Engelthal bij Bonn, 7 juli 1584), was non in klooster Engelthal bij Bonn sinds 1518.
4. Eva († 29 september 1579), was non in klooster Walsdorf bij Idstein.

### Tweede huwelijk
Johan hertrouwde in 1510 met Anna van Lippe († na 27 december 1533), dochter van graaf Bernhard VII van Lippe en Anna van Holstein-Schauenburg. Ze was weduwe van graaf Otto IV van Hoya. Het huwelijk van Johan en Anna bleef kinderloos.